# Frank's Cock
Frank's Cock é um curta-metragem canadense, escrito e dirigido por Mike Hoolboom, usando Callum Keith Rennie como um narrador sem nome que descreve a sua relação com seu parceiro, Frank. Os dois se conheceram quando o narrador era um adolescente. Frank tem AIDS, e o narrador teme a sua morte. A história foi baseada na experiência de uma pessoa com AIDS, sendo adaptado, após o recebimento de uma comissão para criar um curta-metragem recebido pelo usuário de AIDS.
Filmado com um orçamento baixo, o trabalho é apresentado em um formato  dividido com cenas intercaladas de cultura popular, a pornografia homossexual,  este formato é feito para simbolizar a "fragmentação do corpo" experimentada por os doentes de AIDS Produzido por Alex Mackenzie, Frank Cock foi aclamado pela crítica e ganhou vários prêmios, incluindo o NFB–John Spotton Award de melhor curta-metragem Canadense no  1994 Toronto International Film Festival. O script foi republicado várias vezes e tem inspirado uma comunidade LGBT no Canadá.

## Sinopse
Um narrador sem nome(Callum Keith Rennie), que, como um adolescente, destinado a ser o "Michael Jordan do sexo" ou "Wayne Gretzky", descreve como conheceu e se apaixonou por um homem mais velho chamado Frank. Depois os dois se conhecem em um grupo de sexo da sessão, eles começaram como um irmão mais novo um para o outro, e logo após eles começam a morar juntos. Frank tem um voraz apetite sexual e, às vezes, convida o narrador para todo o dia de sessões de sexo. Ele é um terno amante, ensinando seu parceiro como abrir uma caixa de kite e cozinhar omeletes para ele. O narrador está satisfeito com Frank , e sua experimentação sexual, embora ele  inicialmente fica confuso por Frank insistir em ouvir Pedro Gzowski's Morningside durante o sexo.